# Mileniul I î.Hr.
(Mileniul al II-lea î.Hr. - Mileniul I î.Hr. - Mileniul I - alte secole și milenii)
Mileniul I î.Hr. descrie perioada de timp de la anul 1000 î.Hr. până în anul 1 î.Hr.

## Lumea în mileniul 1 î.Hr.

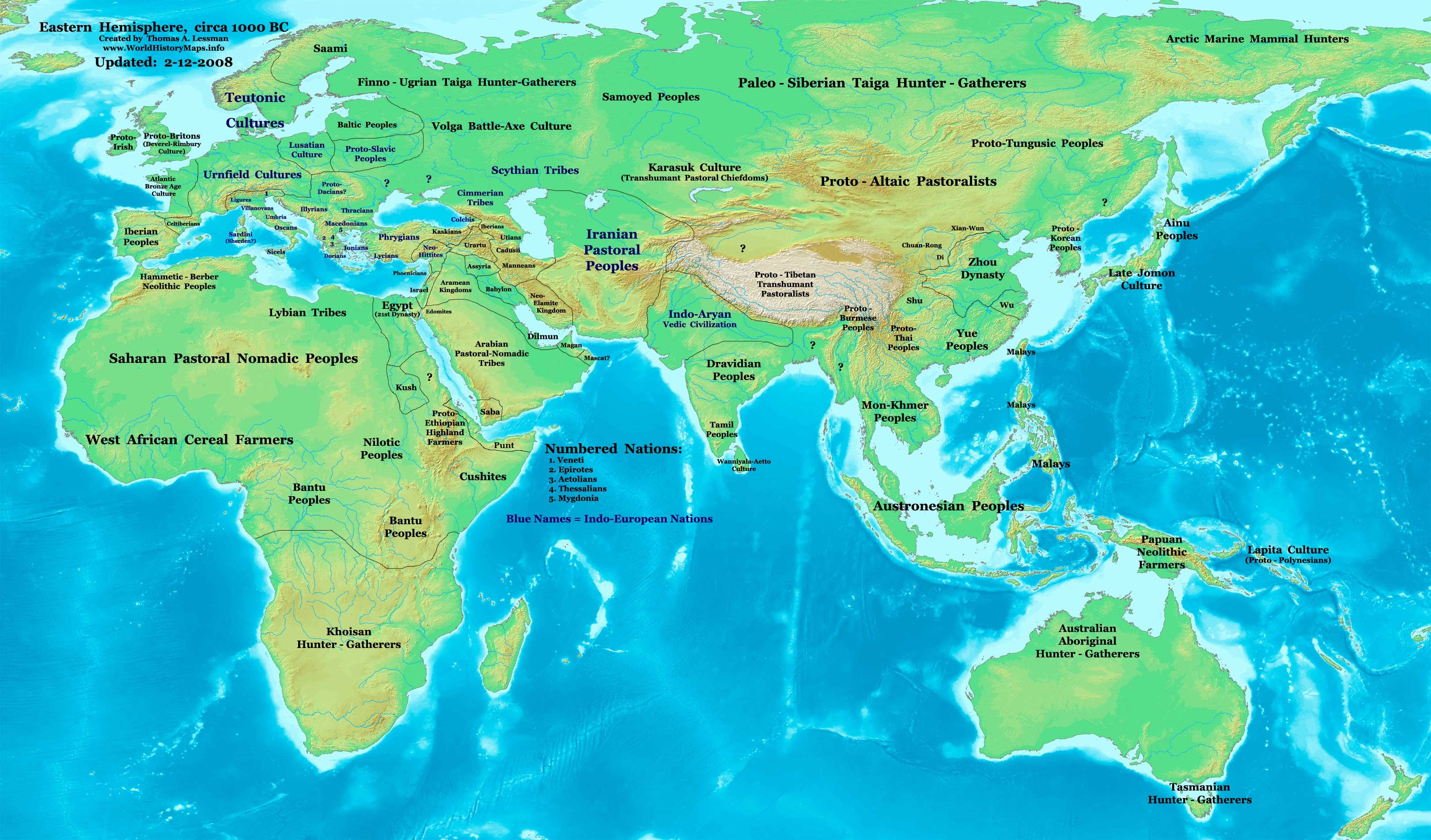
Harta emisferei estice în 1000 î.Hr.

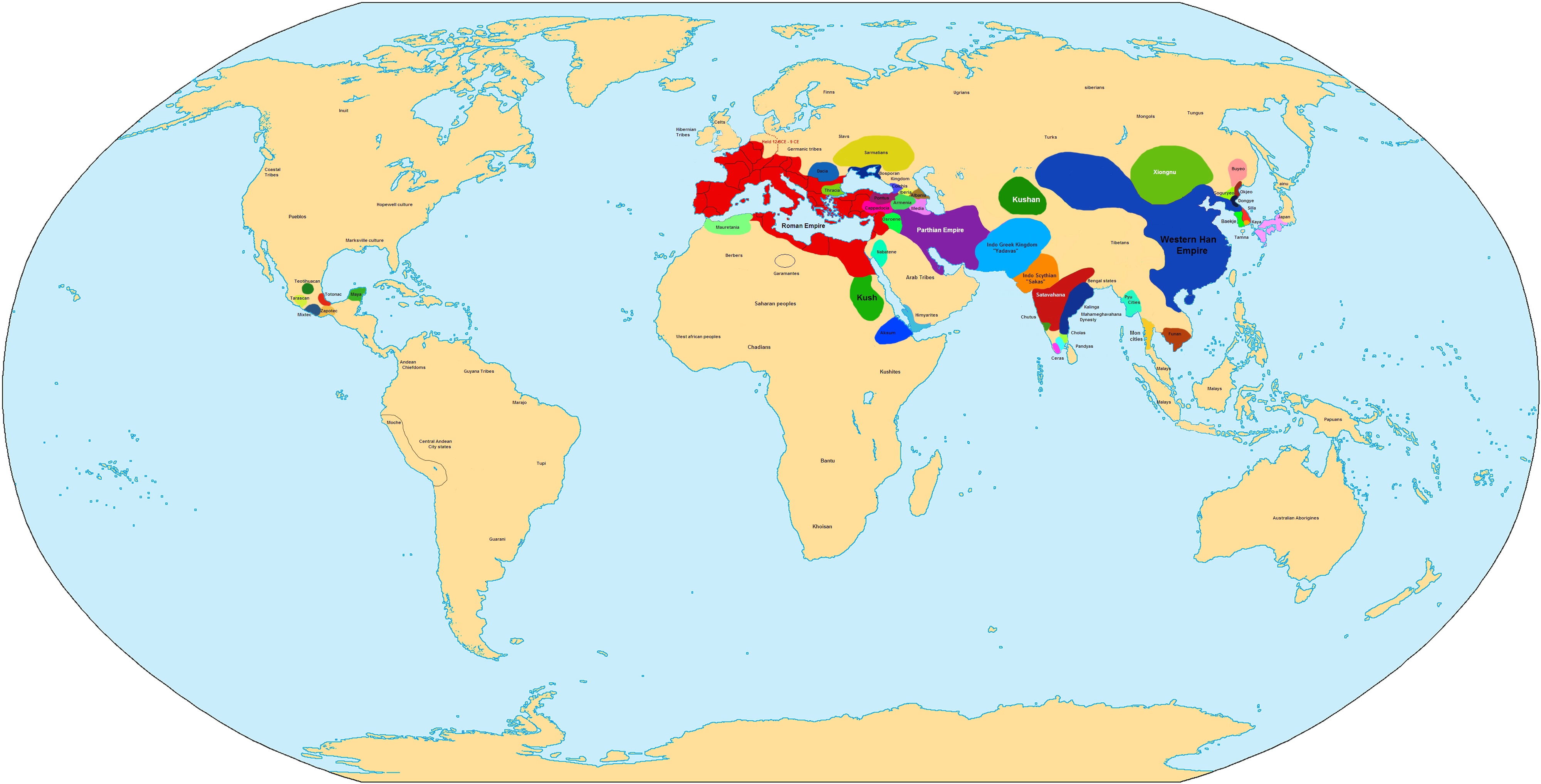
Harta lumii în anul 1 d.Hr., imediat după sfârșitul mileniului 1 î.Hr.

## Evenimente
- 800 î.H: Începe Epoca Fierului în Europa
- Este scris Vechiul Testament
- În jurul anului 500 î.H.: Apare Budismul
- În jurul anului 600 î.H.: Începuturile Imperiului Roman

## Oameni importanți
- David, rege al Israelului
- probabil Secolul al VIII-lea î.Hr.: Homer, poet grec
- Secolul al VI-lea î.Hr./Secolul al V-lea î.Hr.: Confucius, filozof chinez
- Secolul al VI-lea î.Hr.: Cirus al II-lea cel Mare, regele Imperiului Persan
- Secolul al VI-lea î.Hr./Secolul al V-lea î.Hr.: Buddha, filozof din sudul Nepal/nordul Indiei
- Secolul al V-lea î.Hr.: Herodot, istoric și geograf grec
- Secolul al V-lea î.Hr./Secolul al IV-lea î.Hr.: Socrate, filozof grec
- Secolul al IV-lea î.Hr.: Platon, filozof grec
- Secolul al IV-lea î.Hr.: Alexandru cel Mare,rege al Macedonia Antică
- Secolul al III-lea î.Hr./Secolul al II-lea î.Hr.: Hannibal,general cartaginez
- Secolul I î.Hr.: Iulius Cezar, împărat roman
- Burebista, rege al regatului Dacia

## Secole
| Secolul I î.Hr. | Secolul al II-lea î.Hr. | Secolul al III-lea î.Hr. | Secolul al IV-lea î.Hr. | Secolul al V-lea î.Hr. | Secolul al VI-lea î.Hr. | Secolul al VII-lea î.Hr. | Secolul al VIII-lea î.Hr. | Secolul al IX-lea î.Hr. | Secolul al X-lea î.Hr. |